# Lijst van platenlabels M
Dit is een lijst van platenlabels met als beginletter een M.
- M.A.C.E. Music
- M&G Records
- M3 Records
- Machete Music
- Machine Shop Recordings
- Machinery Records
- MAD Dragon Records
- Mad Eye Recordings
- Madhouse Records
- Madison Records
- Magic Circle Music
- Magick Eye Records
- Magna Carta Records
- Magnanimous Records
- Magnatune
- Magnet Records
- Magnetron Music
- Magpie Records
- Mailboat Records
- Main Rock Records
- Mainstream Records
- Maison De Soul
- Majestic Record Corporation
- Majestic Records
- Majik Records
- Major Minor Records
- Major Records (Duitsland)
- Makebelieve Records
- Mala Records
- Malaco Records
- Malicious Records
- Maloof Music
- MAM Records
- Mamlish Records
- Mammoth Records
- Mango Records
- Manhattan Records
- Manifesto Records
- Manifold Records
- Manimal Vinyl
- Manna Music Inc
- Manor Records
- Man's Ruin Records
- Manticore Records
- Mantra Recordings
- Manyc Records
- MapleMusic Recordings
- Maranatha! Music
- Marian Records
- Mariann Grammofon AB
- Marina Records
- Marine Parade Records
- Maritime Records
- Mark Five Records
- Market Square Records
- Marlin Records
- Marrakesh Records
- Marriage Records
- Marsalis Music
- Marshmellow Records
- Mash Down Babylon Records
- Mashin' Duck Records
- Mass Appeal Entertainment
- Mas Flow Inc
- mass mvmnt
- Massacre Records
- Mastercharge Records
- Mastercuts
- Masters of Hardcore
- Masterworks Broadway Records
- Masterworks Records
- Master (platenlabel)
- Matador Records
- Matapop
- Matchbox Recordings UK
- Mate Recordings
- Matrix Digital Audio Corporation
- Matrix Music Marketing
- Matsuri Productions
- Matty Grooves Records
- Mausoleum Records
- Maverick Records
- Maximum Impact
- MB Music Group
- MBK Entertainment
- MCA Nashville Records
- MCA Records
- Meanwhile...
- Mecado
- Mechanikal Element Foundation
- Medallion Records

- Media Records
- Mediarts Records
- MediaStream Records
- Medium Productions
- Mega Records
- Megaforce Records
- Megalith Records
- Megarave Records
- Megarock Records
- Mego
- Melancholia Records
- Mellowdrama Records
- Melodeon Records
- Melodia Records
- Melodiya
- Melotone Records (Australië)
- Melotone Records (Verenigde Staten)
- Meltdown Records
- Melting Pot Music
- Memento Materia
- Memorandum Recordings
- Memphis Industries
- Menart Records
- Mensa Records
- The Meny-X
- Merciful Release
- Merck Records
- Mercury Nashville Records
- Mercury Records
- Merge Records
- Meridian Records
- Merrit Records
- Messenger Records
- Metal Blade Records
- Metal Heaven
- Metal Mind Productions
- Metalheadz
- Metatronix
- Meteor Records
- MeteorCity Records
- Metro Recordings
- Metro Records
- Metroplex
- Metropolis Records
- MGM Distribution
- MGM Records Nashville
- MGM Records
- Microearth Records
- Midas Records Nashville
- Mid-Fi
- Midhir Records
- Middle Pillar Presents
- Midi:Nette Records
- Midijum Records
- Midland International Records
- Mid-Town Records
- Mighty Atom Records
- Mighty Force Records
- Milan Entertainment
- Milan Records
- Milestone Records
- The Militia Group
- Mille Pattes Records
- Mille Plateaux
- Millennium Records
- Mimosa
- Mindbender Records
- Ministry of Sound
- Minit Records
- Mint Records
- Minty Fresh
- Minus
- Minuswelt Musikfabrik
- Misra Records
- Missing Link Records
- Missing Words Records
- Mission Records
- Mixmash Records
- MJJ Music
- Mnemosyne Productions
- Mo' Wax
- Mobile Fidelity Sound Lab
- Moda Records
- Mo-Da-Mu
- Mode Records
- Modern Records
- Modular Recordings
- Moist Music
- Mojo Records
- Mokum Records

- MonarC Entertainment
- Monarchy Music
- Mondo Music Corporation
- Mondo Records
- Monika Enterprise
- Monitor Records (New York)
- Monkey Fuzz Records
- Mono Vs Stereo
- Monstar Records
- Monster Zero
- Montalban Hotel
- Montauk Mantis
- Monument Records
- Moon Ska Records
- Moon Ska World
- Mooncrest Records
- Moonfog Productions
- Moonglow Records
- The Moonshine Conspiracy
- Moonshine Music
- Mordam Records
- MoRisen Records
- Morning Coffee Records
- Morphius Records
- Morr Music
- Morrison Records
- Mortarhate Records
- Mortification Records
- Morvin Records
- Mosaic Records
- Moseley Shoals Records
- Moserobie Music Production
- Moshi Moshi Records
- Moshpit Tragedy Records
- Mosley Music Group
- Mother Tongue Records
- Motile
- Mötley Records
- Motor Music
- Motown Records
- Mountain Apple Company
- Mountain Records
- MourningSound Records
- Mousetrap Records
- Mouseville
- Move Records
- Moving Shadow
- Mr Bongo Records
- Mr. Lady Records
- Mt. Fuji Records
- Mudhoney Records
- Mulatta Records
- Multiply Records
- Mumbles Hip Hop
- Mums Records
- Munich Records
- Murder Inc. Records
- Murderecords
- Murmur
- Musart Records
- musea
- Mush Records
- Mushroom Records (Canada)
- Mushroom Records (Australië)
- Music & Words
- The Music Cartel
- Music for Missions
- Music for Nations
- Music for Pleasure
- Music from the Corner
- Music Maker
- Music of Life
- Music70
- Musicor Records
- Musicraft Records
- Musketeer Records
- Must Destroy
- Mutant Pop Records
- Mute Records
- Mutha Records
- My Dad Recordings
- My Pal God Records
- Myrrh Records
- MySpace Records
- Mystic Records
- Mythical Records